# Galacidalacidesoxyribonucleicacid
«Galacidalacidesoxyribonucleicacid» — картина испанского художника Сальвадора Дали. Дали посвятил её Фрэнсису Крику и Джеймсу Уотсону, открывшим в 1953 году структуру двойной спирали ДНК.
На  картине «Galacidalacidesoxyribonucleicacid» изображён силуэт Галы Дали на фоне ядерного мира. Картина находится в Музее Сальвадора Дали, Сент-Питерсберг, штат Флорида.
Картина была закончена в 1963 году. В своих заметках, посвящённых данной картине, Дали писал, что двойная спираль ДНК — единственная структура, связывающая человека с Богом.